# Гольбек (муніципалітет)
Гольбек (дан. Holbæk) — комуна у регіоні Зеландія королівства Данія. Адміністративний центр комуни — місто Гольбек.

## Географія
Площа — 577.3 км². 

## Населення
У 2012 році населення муніципалітету становило 69 415 осіб.